# غازي الجمل
غازي الجمل (1370- 1431 هـ / 1950- 2010 م) شاعر وكاتب فلسطيني إسلامي، ومهندس ميكانيك. من أعضاء رابطة الأدب الإسلامي العالمية، اشتَهَر بقصيدته (قف شامخًا) التي جعلها تحيةً إلى أبطال الفَلُّوجة في إثر العدوان الأمريكي عليها.

## سيرته
وُلد غازي الجمل في غزة عام 1370هـ/ 1950م بعد هجرة أهله إليها من قرية جمزو في قضاء اللد. كان والده شاعرًا وأديبًا وخطيبًا، كتب المسرحيات وأخرجها. هاجرت أسرته عام 1954 إلى الأردن حيث عمل والده مدرِّسًا ثم مديرًا في مدارس الشونة والسَّلط والزرقاء.
تلقَّى غازي تعليمه المدرسي في مدينة الزرقاء، وأنهى فيها الثانوية العامَّة. ثم درس الهندسة الميكانيكية في يوغوسلافيا، وحصل منها على شهادة دبلوم عام 1977، ثم حصل على شهادة (ماجستير) في التخصُّص نفسه من جامعة اليرموك عام 1986.
عمل مهندسًا في مؤسسة المواصلات السلكية واللاسلكية، ثم سافر إلى نيويورك عام 1989، فعمل في التجارة مدَّة خمس سنوات، عاد بعدها إلى الأردن.
كتب البحث والمقالة وأجاد نظم الشعر، وقد بدأ في كتابته وهو طالب في المرحلة الإعدادية المتوسطة، وهو يرى أن الشعر الملتزم جزءٌ من رسالة الإسلام. وقد أمضى حياته في نصرة فلسطين وقضيتها، وأثرى الثقافة العربية. وكان له مشاركات في بعض المهرجانات الأدبية، في كثير من المدن الأردنية.

## نشاطاته
- أسهم في تأسيس عدد من الجمعيات.
- شغل منصب مساعد رئيس جمعية الكتاب الإسلامي.
- عضو الهيئة الإدارية لرابطة الأدب الإسلامي العالمية.[5]
- عضو جمعية المركز الإسلامي في الزرقاء.
- عضو نقابة المهندسين الأردُنِّيين.
- مساعد رئيس جمعية جمزو الخيرية.
- عضو جمعية التربية الإسلامية.
- عضو رابطة العشَّابين الأردُنِّيين.[6]

## دواوينه
- «دمع اليراع»، صدر عام 1988.[2]
- «نفح الطيب».
- «قناديل العرش».
- «قف شامخًا».[7]
- «هندسة الكلمات».
- «يا عاشق الموت» مخطوط.[4]

## شعره
غازي الجمل من شعراء الحركة الإسلامية المعاصرة، شاعر يحفظ شعره ويُجيد إلقاءه، تناول فيه مشكلات امَّته في ضوء رسالة الإسلام، ولا سَّيما الأحداث الجارية في أرض الإسراء والمِعراج فلسطين. فهو ناطقٌ في شعره بلسان حال أمَّته التي رهنَ قلمَه وشعره للذَّود عنها، والدفاع عن أرضها وقضاياها.

اشتَهَر بقصيدته (قف شامخًا) التي نظمَها بتاريخ 20 نوفمبر (تشرين 2) 2004، ردًّا على الاعتداء الأمريكي الغاشم على مدينة الفَلُّوجة العراقية، وجعلها تحيةً لأهلها المقاومين. ونتخيَّر منها:

## وفاته
توفي غازي الجمل في الزرقاء بالأردن، مساء الاثنين 3 ذي القَعْدة 1431هـ الموافق 11 أكتوبر (تشرين الأول) 2010م، إثر نوبةٍ قلبية. وصُلِّي عليه بعد صلاة عصر اليوم التالي الثلاثاء في مسجد حسن البنَّا في الزرقاء، ودُفن في مقبرة الهاشمية. ونعَتْه حكومة حماس في غزة، وذكرت أنه أحد أبرز أعلام وشعراء فلسطين.

## وصلات خارجية
- قصائد غازي الجمل في موقع الديوان